# Skeleton Tree
Skeleton Tree je šestnácté studiové album australské rockové skupiny Nick Cave and the Bad Seeds. Jeho nahrávání probíhalo na konci roku 2014 ve studiu Retreat Studios v Brightonu, následně na podzim 2015 ve francouzském La Frette Studios a počátkem roku 2016 v AIR Studios v Londýně. Album vyšlo v září 2016 a obsahuje celkem osm písní. V souvislosti s albem byl rovněž natočen dokumentární film s názvem One More Time with Feeling, jehož režisérem byl Andrew Dominik. Producenty alba byli Nick Cave, Warren Ellis a Nick Launay.

## Seznam skladeb
Autorem všech textů je Nick Cave; veškerou hudbu složili Nick Cave a Warren Ellis.
1. „Jesus Alone“
2. „Rings of Saturn“
3. „Girl in Amber“
4. „Magneto“
5. „Anthrocene“
6. „I Need You“
7. „Distant Sky“
8. „Skeleton Tree“

## Obsazení
Nick Cave and the Bad Seeds
- Nick Cave – zpěv, klavír, elektrické piano, syntezátor, vibrafon, doprovodné vokály
- Warren Ellis – syntezátor, smyčky, elektrické piano, klavír, kytara, housle, viola, doprovodné vokály
- Martyn P. Casey – baskytara
- Thomas Wydler – bicí
- Jim Sclavunos – perkuse, vibrafon, trubicové zvony, doprovodné vokály
- George Vjestica – kytara,

Ostatní hudebníci
- Else Torp – doprovodné vokály
- Ellie Wyatt – housle
- Charlotte Glason – viola
- Joe Giddey – violoncello